# Acadêmicos do Ipiranga
O Grêmio Recreativo Cultural Social Escola de Samba Acadêmicos do Ipiranga é uma escola de samba da cidade de São Paulo, atualmente esta sediada no bairro de mesmo nome.
Na manhã de 30 de setembro de 1967, após um jogo de futebol no bairro Alto do Ipiranga, um grupo foi fazer batucada nas esquinas das ruas Edgard de Campos com a Jeremias Junior, e um dos integrantes deu a ideia de fundar uma escola de samba. O nome é uma homenagem ao bairro.
As cores do pavilhão foram inspirados nas cores de um time.

## História
A escola foi criada em 30 de setembro de 1967, em substituição à extinta Garotos do Ipiranga. Entre seus fundadores, destacam-se Mario Teodoro de Souza (Tio Mario), João Roberto Aniceto (Bertão), D. Didi, Zé Pretinho, Zé Mulato, Dito Preto, Dr. Edson, Bicudo, Darci, Valdir Pastel, Batucada, Douglas, Jorge, Vanildo, Baltazar entre outros.
Em 1980 desfilou pelo grupo principal com o Enredo sobre Dona Beija. Na década de 1980 permaneceu entre os grupos intermediário e II.
Em 1989, sob nova diretoria, que reunia o presidente João Roberto Aniceto, o vice Flavio Arão  e a tesoureira Ana Maria, começou uma nova fase para a agremiação. A diretoria foi buscar novos valores como Mestres Lagrila para a bateria, Ednei como Mestre Sala entre outros. 
A escola sagra-se campeã do grupo III, Bahia de Encantos e Magia, samba de Praxedes, 1990 no grupo I desfila com o enredo Ecologia Segundo os Orixás, em 1991 leva para Avenida Sonho e Libertação com o samba de Roberto Roque, em 1992 desfila com o tema de Az a Z. Em 1993 sagra-se campeã com o enredo afro Viva o Rei, tirando dez em nove dos dez quesitos. 
Em 2007, a escola terminou a apuração do Grupo 3 da UESP em 17º Lugar e foi rebaixada para o Grupo 4 da UESP. Em 2008, a escola terminou a apuração do Grupo 4 da UESP como Vice-Campeã e subiu para o Grupo 3 da UESP. Em 2009, a escola terminou a apuração do Grupo 3 da UESP em 12º Lugar e foi rebaixada para o  Grupo 4 da UESP.
Em 2010, a escola terminou a apuração do Grupo 4 da UESP em 2º Lugar e subiu para Grupo 3 da UESP.

## Segmentos

### Presidentes
| Nome                           | Mandato      | Ref.  |
| ------------------------------ | ------------ | ----- |
| Patricia Waleska Aniceto Fiuza | ?-atualidade | [ 1 ] |

### Diretores
| Ano  | Diretor de Carnaval | Diretor geral de harmonia | Mestre de bateria | Ref.  |
| ---- | ------------------- | ------------------------- | ----------------- | ----- |
| 2014 | Sidnei do Amaral    | Lorrayne Waleska Fiuza    | William Kalvin    | [ 2 ] |
| 2015 | Sidnei do Amaral    | Lorrayne Waleska Fiúza    | Júlio César       | [ 1 ] |
| 2016 |                     |                           | Augusto           | [ 3 ] |
| 2019 |                     |                           | Marcelão          |       |
| 2024 |                     |                           | Luan Andrade      |       |

### Casal de Mestre-sala e Porta-bandeira
| Ano       | Nome                                     | Ref.        |
| --------- | ---------------------------------------- | ----------- |
| 1988-1994 | Ednei Mariano e Patricia Waleska         |             |
| 2011-2012 | Christiano Soares e Sandy Barboza        |             |
| 2013-2014 | Higor Ferreira e Sandra de Jesus         |             |
| 2015      | Diego Chocolate e Aline Pereira          | [ 2 ] [ 1 ] |
| 2016      | Cleiton Oliveira Neves e Walkiria Traves | [ 3 ]       |
| 2017-2018 | Tchaca e Simone Costa                    |             |
| 2019      | Tchaca e Isabella Narciso                |             |

### Rainhas de Bateria
| Anos      | Rainha de bateria       | Ref.  |
| --------- | ----------------------- | ----- |
| 2014-2015 | Rayane Carolina Aniceto | [ 1 ] |
| 2016      | Rayane Carolina Aniceto |       |

## Carnavais
| Ano  | Colocação | Grupo | Enredo | Carnavalesco | Intérprete | Ref.         |
| ---- | --- | --- | --- | --- | --- | ------------ |
| 1968 | 4º lugar | 3-UESP | Parque da Independência | | |              |
| 1969 | Campeã | 3-UESP | Tiradentes e a Inconfidência Mineira | | |              |
| 1970 | 4º lugar | 2-UESP | Abertura dos Portos | | |              |
| 1971 | 3º lugar | 2-UESP | Rua do Ouvidor | | |              |
| 1972 | Desclassificada | 2-UESP | Zumbi dos Palmares | | |              |
| 1973 | 5º lugar | 3-UESP | Mário de Andrade, o Mulato Genial | | |              |
| 1974 | 9º lugar | 2-UESP | O Patriarca dos Republicanos | | |              |
| 1975 | 3º lugar | 3-UESP | Sabará - Terra do Ouro | | |              |
| 1976 | Vice-campeã | 3-UESP | Festa do Folclore Gaúcho | | |              |
| 1977 | 3º lugar | 2-UESP | Assombrações do Recife Velho | | |              |
| 1978 | 4º lugar | 2-UESP | Tempo de Fantasia | | |              |
| 1979 | Vice-campeã | 2-UESP | Festas Populares da Bahia | | |              |
| 1980 | 12º lugar | 1-UESP | Dona Beija, Feiticeira de Araxá | | |              |
| 1981 | 9º lugar | 2-UESP | Maria, Maria na Bahia | | |              |
| 1982 | 10º lugar | 3-UESP | Cinderela da Favela | | |              |
| 1983 | 3º lugar | 4-UESP | Por que chora Palhaço - "Piollin | | |              |
| 1984 | 8º lugar | 3-UESP | A Dança da Natureza | | |              |
| 1985 | 5º lugar | 3-UESP | País Original | | |              |
| 1986 | 9º lugar | 3-UESP | Danças Brasilis | | |              |
| 1987 | 7º lugar | 4-UESP | O Diabo que te Carregue | | |              |
| 1988 | Campeã | 3-UESP | Um dia de Festa no Quilombo | | |              |
| 1989 | Campeã | 2-UESP | Os Mistérios da Bahia, Suas Lendas e Suas Festas                                                                                            | | |              |
| 1990 | 11º lugar | 1-UESP | Ecologia Segundo os Orixás | | |              |
| 1991 | 6º lugar | 2-UESP | Sonho e Libertação | | |              |
| 1992 | 4º lugar | 2-UESP | De Ás a Z | | |              |
| 1993 | Campeã | 2-UESP | Viva o Rei (Zumbi o Deus da Guerra) | | |              |
| 1994 | 10º lugar | 1-UESP | Sonho de um Rei | | |              |
| 1995 | 12º Lugar | 2-UESP | O Rei Sou Eu | | |              |
| 1996 | 5º lugar | 3-UESP | Frutos do Ébano | | |              |
| 1997 | 6º lugar | 3-UESP | O Sonho da Liberdade | | |              |
| 1998 | 7º lugar | 2-UESP | Brasil Tropical Tropicaliente | | |              |
| 1999 | 7º lugar | 2-UESP | Os Amores do Sol e da Lua | | |              |
| 2000 | 12º Lugar | 2-UESP | Negra, Nasce de Seu Ventre a Esperança da Igualdade                                                                                         | Ednei | |              |
| 2001 | 3º lugar | 3-UESP | Nações | Ednei | |              |
| 2002 | 3º lugar | 3-UESP | Legado dos Iorubás | Ednei | |              |
| 2003 | 3º lugar | 3-UESP | Maíra - O Supremo e a Supremacia | Ednei | |              |
| 2004 | 10º Lugar | 2-UESP | Ipiranga de Todos Nós | Ednei | |              |
| 2005 | 5º lugar | 3-UESP | Poronominaré - O Dono da Terra | Nero de Deus | |              |
| 2006 | 5º lugar | 3-UESP | Baianidade, Uma Grande Romaria | Tito Arantes | |              |
| 2007 | 17º Lugar | 3-UESP | Odisséia de Uma Raça, A Saga da Beleza Negra                                                                                                | Tito Arantes | |              |
| 2008 | Vice-campeã | 4-UESP | Raízes Queimadas | Thomás | |              |
| 2009 | 12º Lugar | 3-UESP | Os Filhos Negros do Indu Gandhi | Thomás | |              |
| 2010 | Vice-campeã | 4-UESP | Festa no Cafundó | Thomás | |              |
| 2011 | 5º Lugar | 3-UESP | Emoções | Comissão de Carnaval                                                                                                   | |              |
| 2012 | 3º Lugar | 3-UESP | Em ritmos africanos à musicália brasileira... A academia do Ipiranga dá o tom                                                               | | |              |
| 2013 | 9º Lugar | 2-UESP | Visões e Odores. "São as flores em nossa vida"                                                                                              | | |              |
| 2014 | 6º lugar | 2-UESP | Rei Zumbi... Rei Bertão: Acadêmicos canta seus heróis Compositores: Claudio Bochecha, Baianinho do Dxa, e Lelo Garoto. Intérprete:Tuca Maia | Edinei Pedro Mariano                                                                                                   | | [ 2 ] [ 4 ]  |
| 2015 | 9º lugar | 2-UESP | A Academia voa mais alto | Edinei Pedro Mariano                                                                                                   | Polenghe | [ 1 ]        |
| 2016 | 11º Lugar | 2-UESP | Nesse palco iluminado, só dá lá-lá! Compositores:Edivaldo Gonçalves, Coelho S. Veia e Dom Luiz                                              | Pedrinho Pinotti | Alex Soares | [ 3 ]        |
| 2017 | Campeã | 3-UESP | No Arco íris da ilusão | Pedrinho Pinotti | Wesley Cássio |              |
| 2018 | 12º Lugar | 2-UESP | No Tijuco o canto da riqueza | Pedrinho Pinotti | Carlitos | [ 5 ]        |
| 2019 | 11º Lugar | 3-UESP | As Cores tem seus Valores. Acadêmicos do Ipiranga Apresenta Aquarela de Toquinho e Vinicius de Moraes                                       | Comissão de Carnaval                                                                                                   | | [ 6 ]        |
| 2020 | 6º Lugar | Acesso 2 de Bairros | Pindorama, Mítica, Mestiça e Raiz | | | [ 7 ]        |
| 2021 | Inicialmente adiados para o mês de julho, os desfiles do Carnaval 2021 foram cancelados devido a pandemia de Covid-19. | Inicialmente adiados para o mês de julho, os desfiles do Carnaval 2021 foram cancelados devido a pandemia de Covid-19. | Inicialmente adiados para o mês de julho, os desfiles do Carnaval 2021 foram cancelados devido a pandemia de Covid-19.                      | Inicialmente adiados para o mês de julho, os desfiles do Carnaval 2021 foram cancelados devido a pandemia de Covid-19. | Inicialmente adiados para o mês de julho, os desfiles do Carnaval 2021 foram cancelados devido a pandemia de Covid-19. | [ 8 ]        |
| 2022 | 8º Lugar | Acesso 2 de Bairros | Calanga | Pedrinho Pinotti | | [ 9 ] [ 10 ] |
| 2023 | 10º Lugar | Acesso 2 de Bairros | Just Carmen | | | [ 11 ]       |
| 2024 | 4º Lugar | Acesso 3 de Bairros | O Enlace Eterno entre África e o Brasil no Quilombo da Acadêmicos do Ipiranga                                                               | Ednei Pedro Mariano e Marcelo Mauá                                                                                     | Denny Gomes | [ 12 ]       |